# Kvarntorp, Haninge kommun

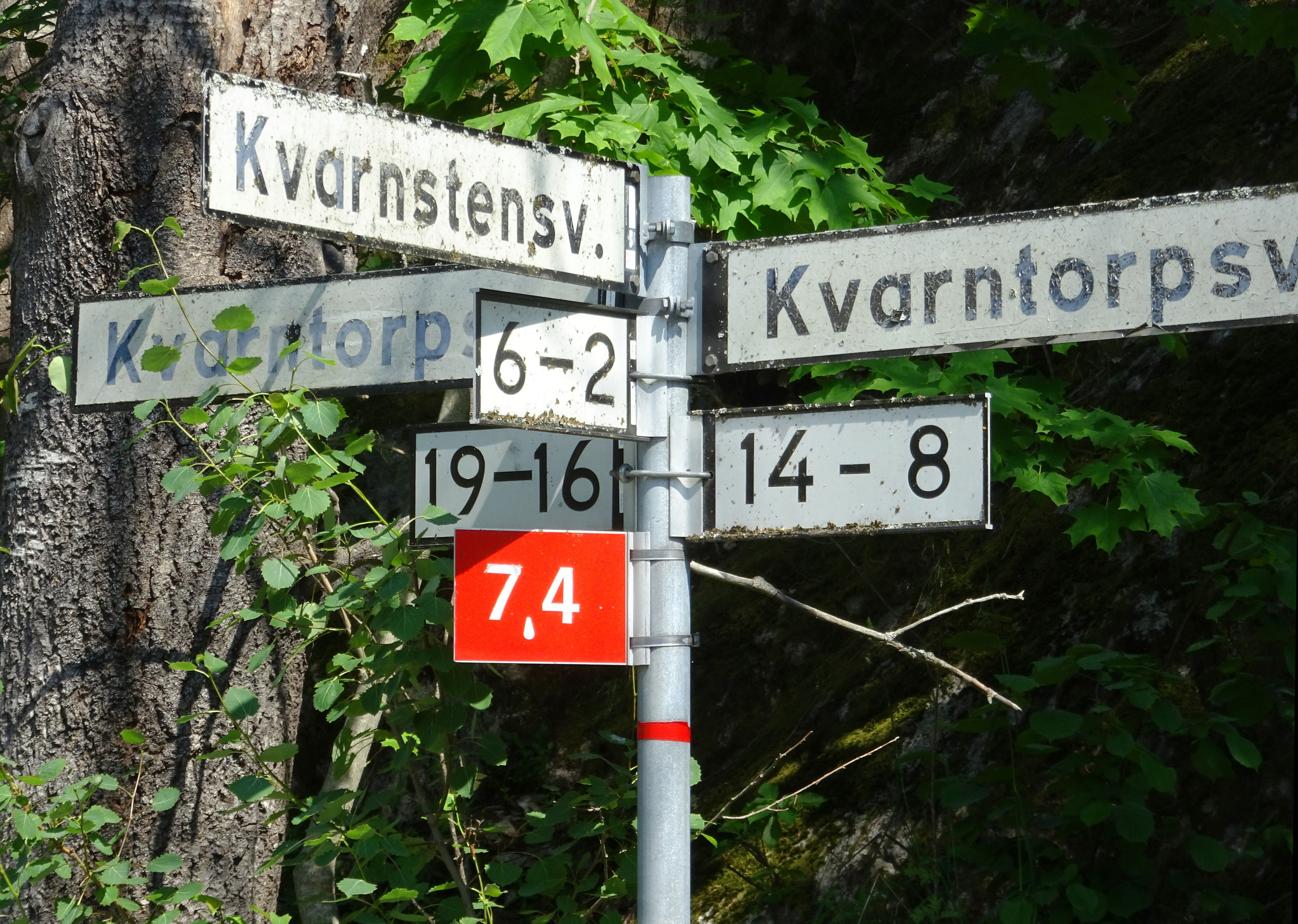
Vägskyltar i Krantorp, juni 2021.

Kvarntorp är ett före detta torp och ett villaområde i kommundelen Vega i anslutning till centralorten Handen i Haninge kommun, Stockholms län. Området har sina rötter i en vattenkvarn som tillhört Täckeråker och är redovisat på kartor från tidigast 1638. Kvarntorp hör tillsammans med grannsamhällena Kolartorp och Hermanstorp till kommunens ”särskilt värdefulla kulturmiljöer”.

## Allmänt

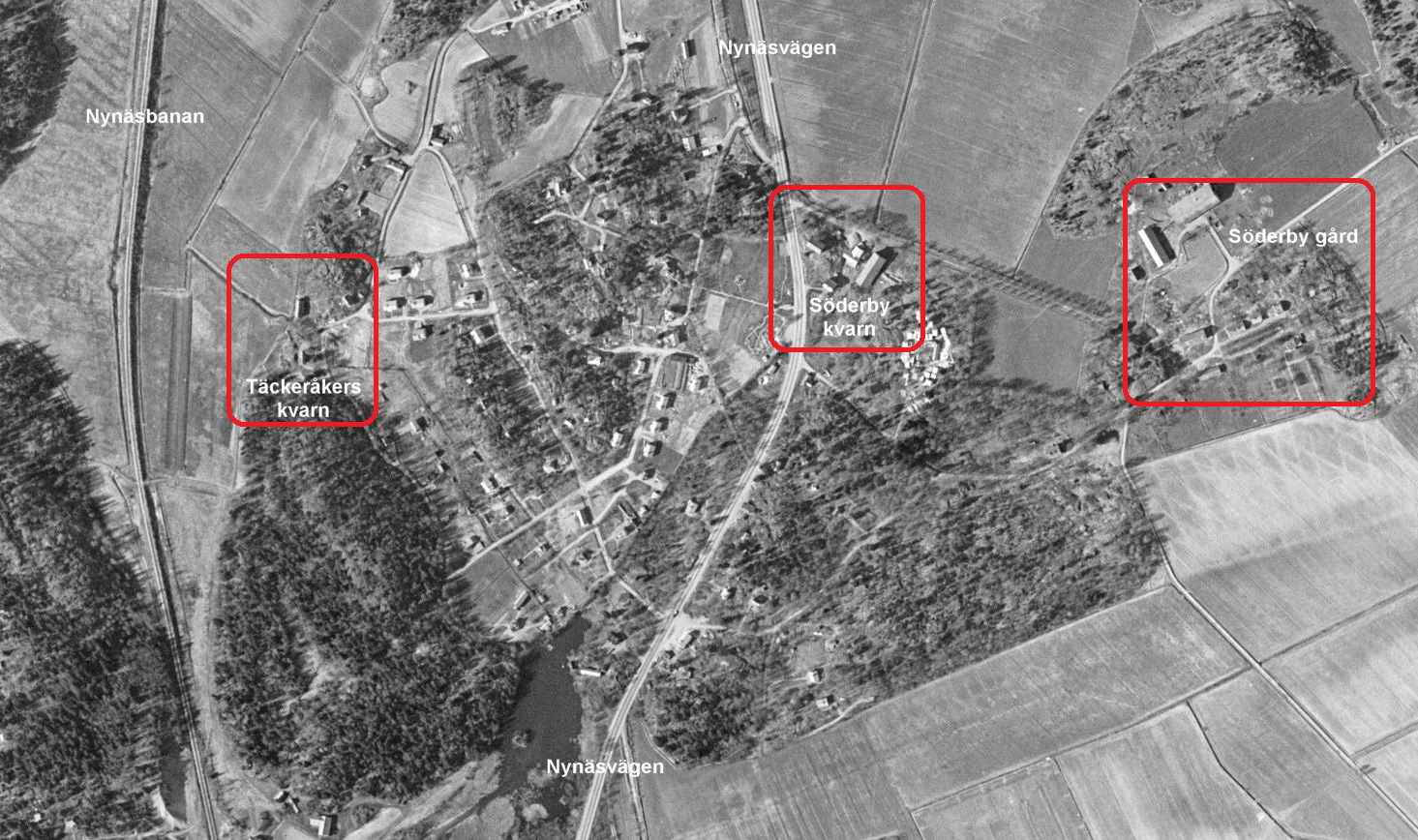
Täckeråkers kvarn, Söderby kvarn och Söderby gård på ett flygfoto från 1960.

För cirka 8 000 år sedan började den nordvästliga delen av Haninge där idag Hermanstorp, Kolartorp, Kvarntorp och Handen ligger, genom landhöjningen resa sig ur Littorinahavet, föregångaren till dagens Östersjön. Spår efter inlandsisen som sakta drog sig tillbara syns som jättegrytor exempelvis i Kolartorps naturreservat och vid Övre Rudasjön. De första människor som kom hit var fiskare och säljägare. 
Den äldsta bebyggelsen utgjordes av några gårdar eller byar som går tillbaka till yngre järnåldern. Flera fornborgar, gravfält och runstenar vittnar om tidig bosättning längs med en tidigare vik av Östersjön som idag utgörs av Drevviken och Rudasjöarna. Under historisk tid bestod traktens bebyggelse av gods med underliggande torp. Störst var Söderby i Österhaninge socken. Kolartorp och Kvarntorp tillhör en kategori av yrkesbetecknande namn medan Hermanstorp döptes efter torparens namn. Kvarntorp, Kolartorp och Hermanstorp har växt upp som småhusområden kring torpen med samma namn.

## Historik

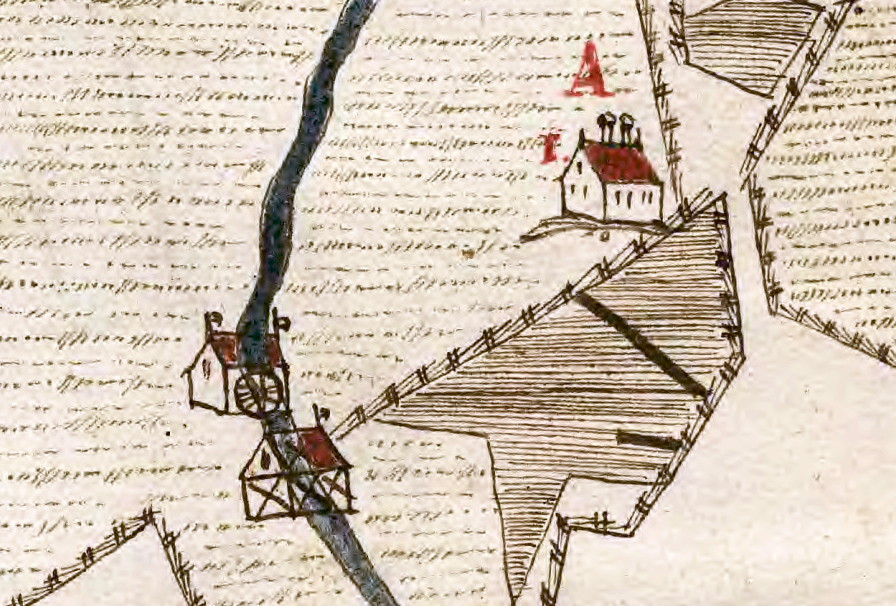
Västra Täckeråker (A1) och kvarnen med mjölnarstugan och kvarnbäcken 1638.

Kvarntorp har sitt ursprung i Qvarntorpet som syns på en karta från 1638, illustrerat genom ett hus med vattenhjul och den intilliggande mjölnarstugan. Det tredje huset (A1) på kartutsnittet är Västra Täckeråkers gård. Anläggningen var en vattenkvarn som hämtade sin energi från det vattendrag som rinner mellan dagens Dammträsk och Drevviken, nu kallat Kvarntorpsån. Dammträsket var uppdämt för att säkra tillgång på vatten. På en karta från över Västra Täckeråker från 1648 beskrivs kvarnen enligt följande: här är miöllqvarnen och ligger in på Wäster Täckeråkres äghor.
Täckeråkers kvarn finns med i jordeböckerna 1731 och 1740 samt i den första husförhörslängden från 1746. Verksamheten var kvar till 1813 då den flyttades cirka 550 meter österut närmare Söderby gård när Anders Sjöberg var mjölnare. Den nya kvarnen hette Söderby kvarn. Här fanns inget naturligt vattendrag och en cirka 450 meter lång kanal grävdes från Dammträsket. Kvarnens maskineri kom från Samuel Owens mekaniska verkstad på Kungsholmen i Stockholm. 
På Häradsekonomiska kartan från 1901 står ”Ångsåg och kvarn”. Det var dock bara sågen som drevs av en ångmaskin, mjölkvarnen var vattendriven fram till 1940 då man till stöd för vattendriften installerade en tändkulemotor. 1923 köptes Söderby kvarn av mjölnare David Grip. Efter hans död år 1931 övertogs verksamheten av sonen Ragnar Grip som drev kvarnen fram till nedläggningen år 1962. Familjen Grip och mjölnartraditionen har varit av stor betydelse för området. Efter David Grip är Mjölnare Grips väg i Kvarntorp uppkallad. Själva kvarnbyggnaden brann upp på 1980-talet. Mjölnarbostaden och ett rödmålat magasin (idag Vega Antiklada) är det enda som finns kvar från kvarntiden.
Efter flytten till Söderby blev Täckeråkers kvarn ett vanligt torp. Den förste torparen hette Pär Pärsson som kom från Tyresögodset med hustrun Anna Brita och två barn.  Trots flytten till Söderby benämndes torpet 1821 ännu som Täckeråkers kvarn eller Qvarntorp, därefter under dryga 50 år Qvarntorp eller Täckeråkers Kvarn och först år 1876 som Qvarntorp. Under en tid fanns tvätteri i kvarnbyggnaden. Det ursprungliga kvarntorpet är numera ombyggt till villa.

## Det nutida Kvarntorp

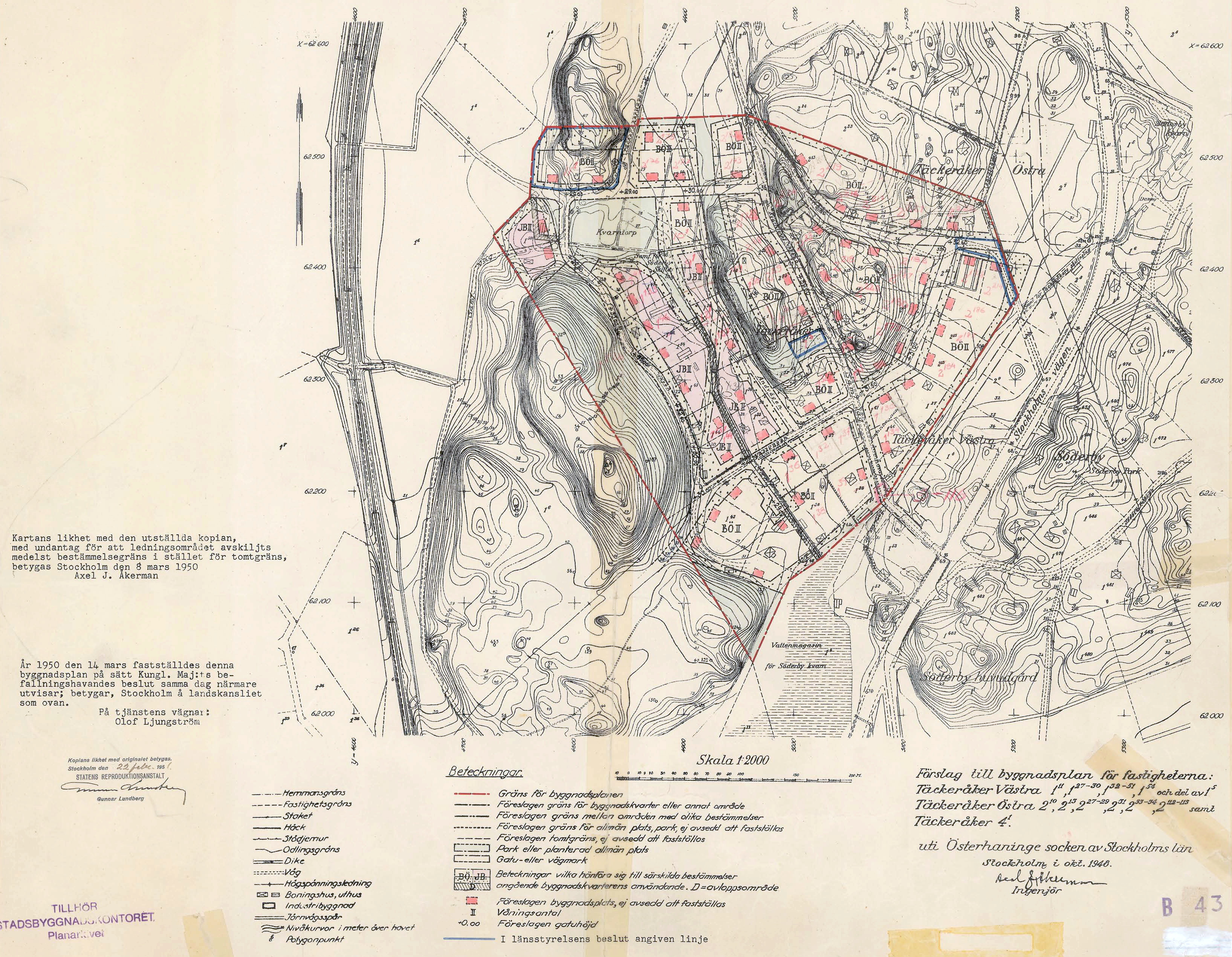
Byggnadsplan för Kvarntorp från 1948, fastställd den 14 mars 1950.

För området Kvarntorp upprättade ingenjör Axel J. Åkerman 1948 ett förslag till byggnadsplan. Marken ingick i Täckeråker (östra och västra). I motsats till Hermanstorp, som planerades för sportstugor och möjlighet till egen odling, skulle Kvarntorp bebyggas med småhus för åretruntboende. I sydvästra delen avsattes ett område för småindustri och hantverk. Här låg sedan tidigare några tvätterier längs med Kvarntorpsån. Tomtstorleken skulle ej understiga 1 000 m² och högst en huvudbyggnad och ett uthus fick uppföras. Dammträsket var avsett som vattenmagasin för Söderby kvarn.
Kvarntorps bebyggelse är varierat, till stor del på grund av anpassning till den kuperade terrängen. Fastighetsbeteckningarna är Täckeråker plus ett nummer. Vägnamnen som Kvarnstigen, Kvarntorpsvägen och Kvarnstensvägen påminner om den tidigare vattenkvarnen. Vattenfallsvägen, Elevatorvägen och Turbinvägen hör till kategorin ”Kvarnar och kvarndrift”. Några tvätterier är inte länge kvar i Kvarntorp. Den sista låg vid Dammträsket i Mellanberg och lades ner 1976. Enligt kommunen föreslås Kvarntorps villaområde bevaras i stort sett som det är.
En detaljplan för Kvarntorps industriområde (även kallat Kvarntorps arbetsområde) togs fram 1977. Området ligger norr om Kvarntorps småhusbebyggelse. Huvuddelen av marken är detaljplanerad för småindustri med utökningskapacitet på båda sidor om motorvägen riksväg 73. Företag inom handel och lagerhotell dominerar. År 2021 fanns här 20 företag med omkring sammanlagd 120 anställda i arbetsområdet. Bland större företag märks möbel- och inredningsfirman Mio och hyrlagret Shurgard. Södra delen utgörs av ett kulturreservat (tidigare platsen för Söderby kvarn) planlagt för vandrarhem, kontor och hantverk.

## Nutida bilder

Kvarntorps villaområde
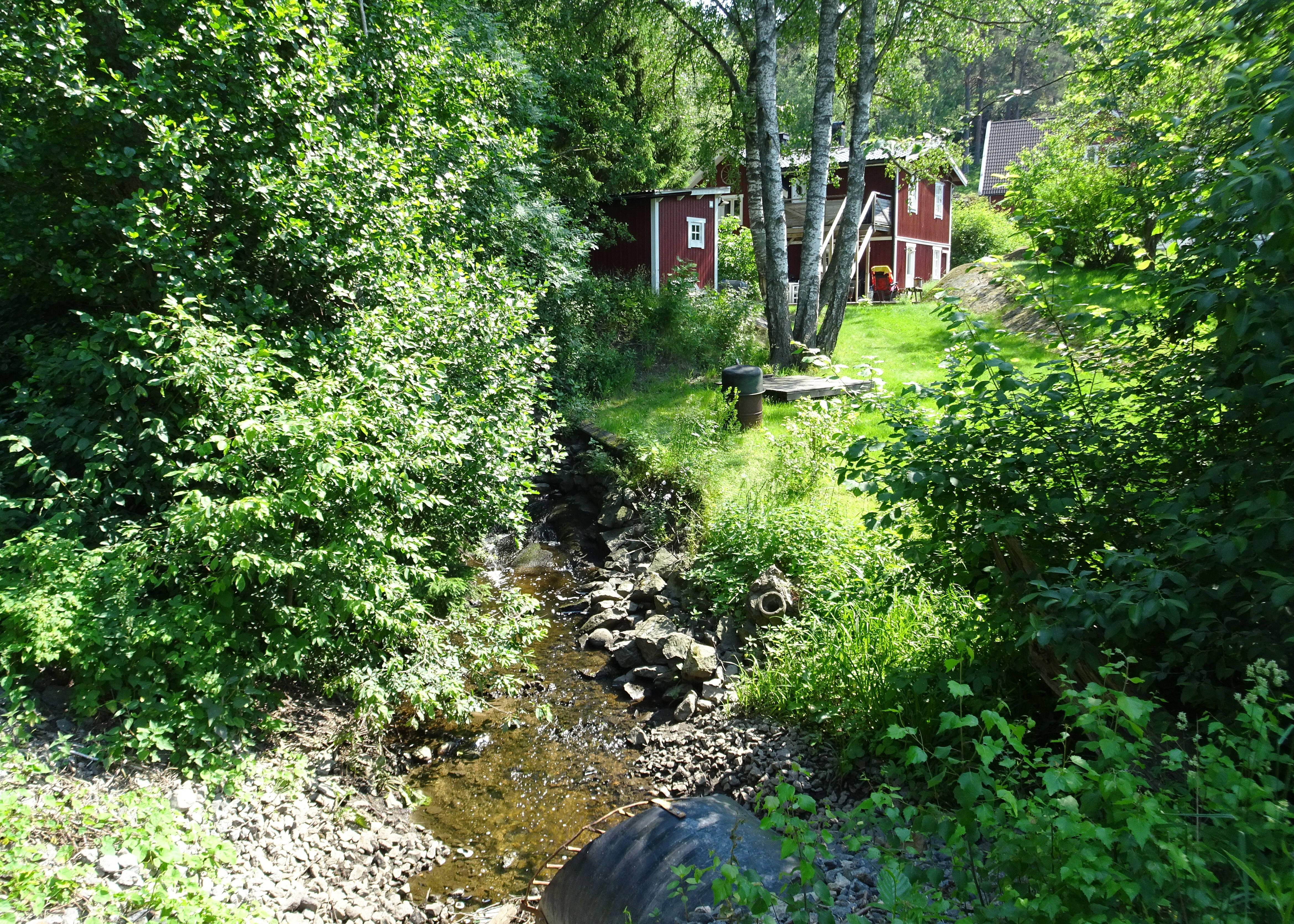
Platsen för Täckeråkers kvarn med Kvarntorpsån.
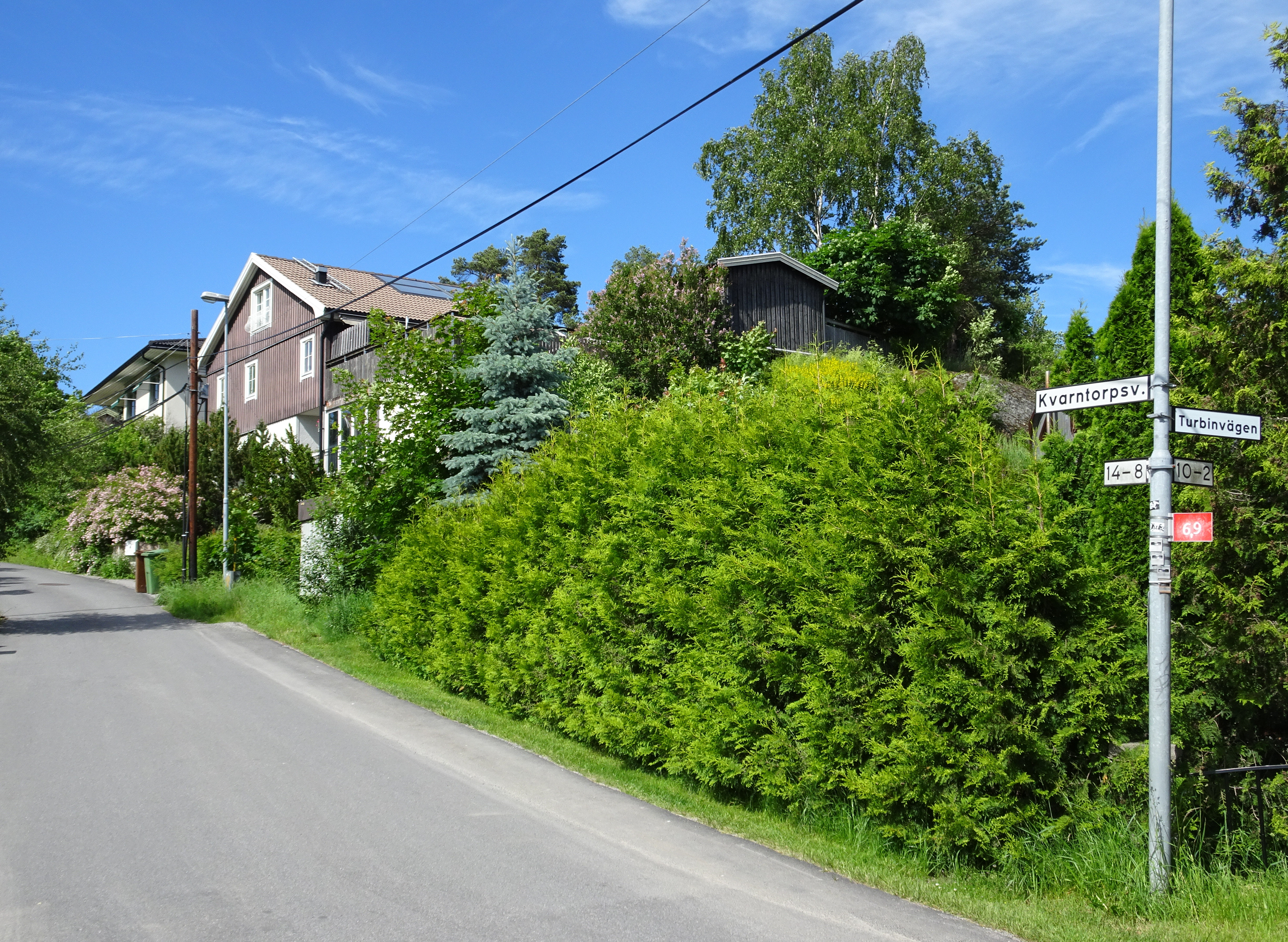
Kvarntorpsvägen / Turbinvägen.
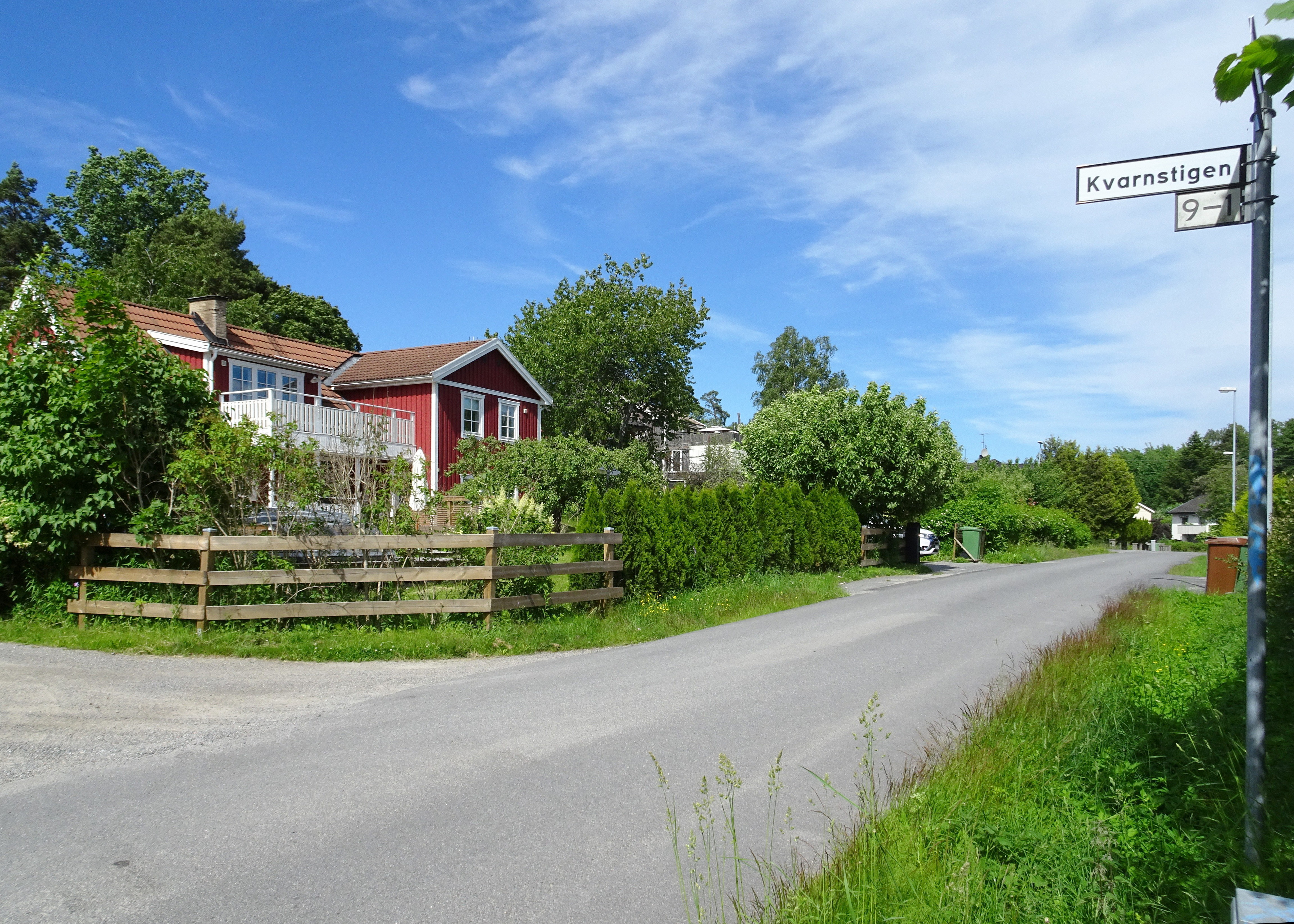
Turbinvägen / Kvarnstigen
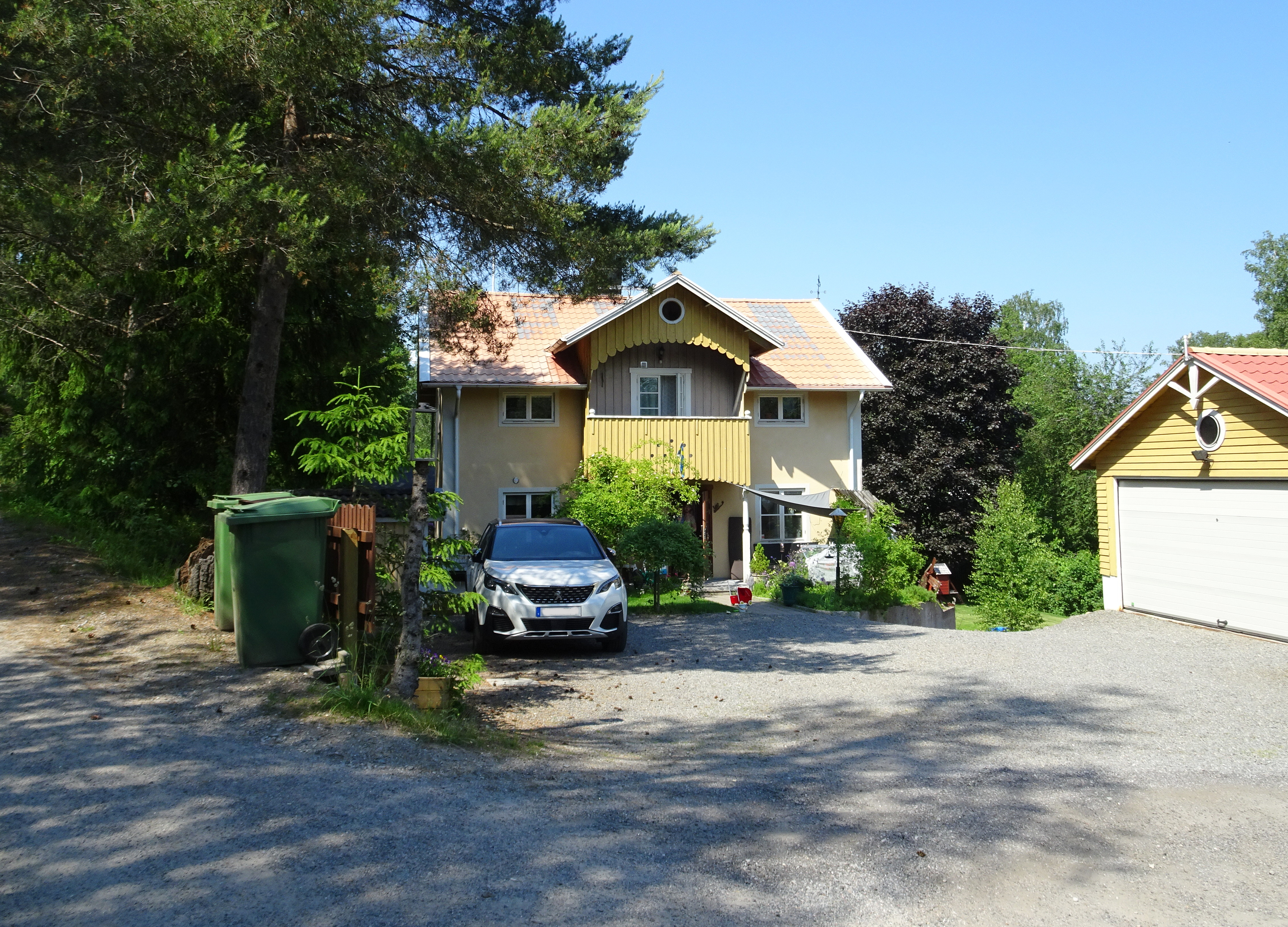
Villa vid Vattenfallsvägen.

Söderby kvarn och Kvarntorps industriområde
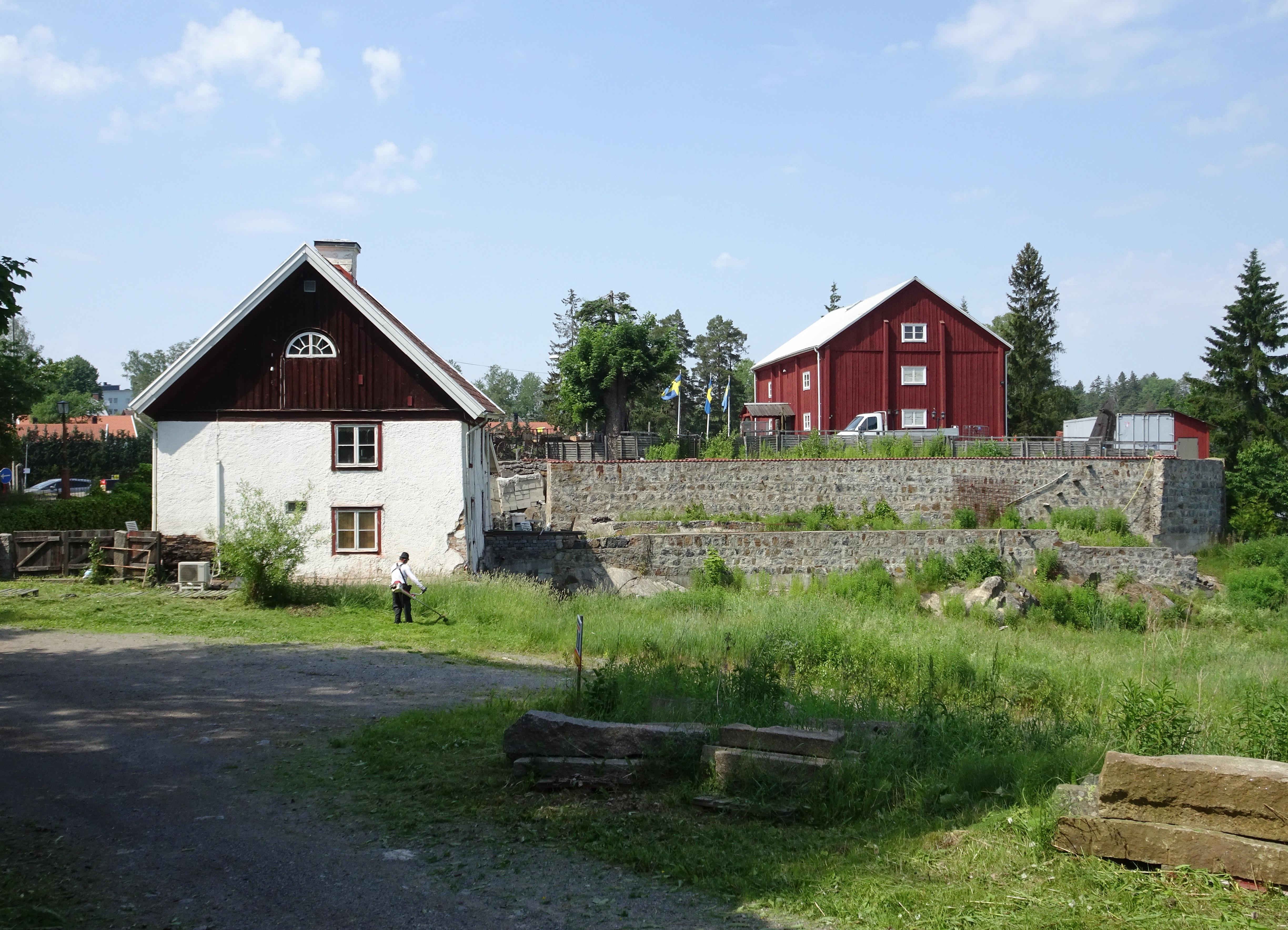
Söderby kvarn, för detta mjölnarstugan till vänster.
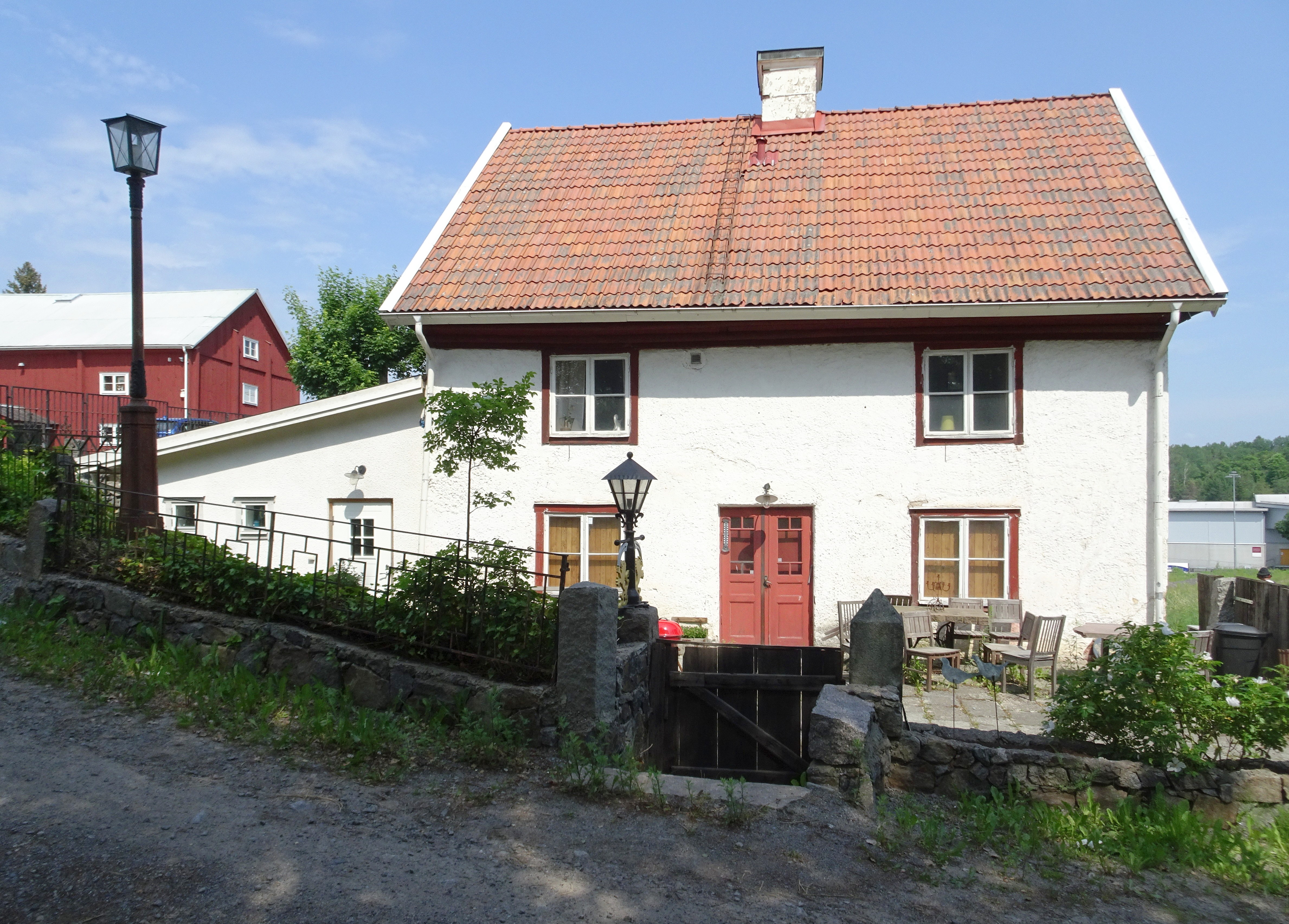
Söderby kvarn (mjölnarstugan).
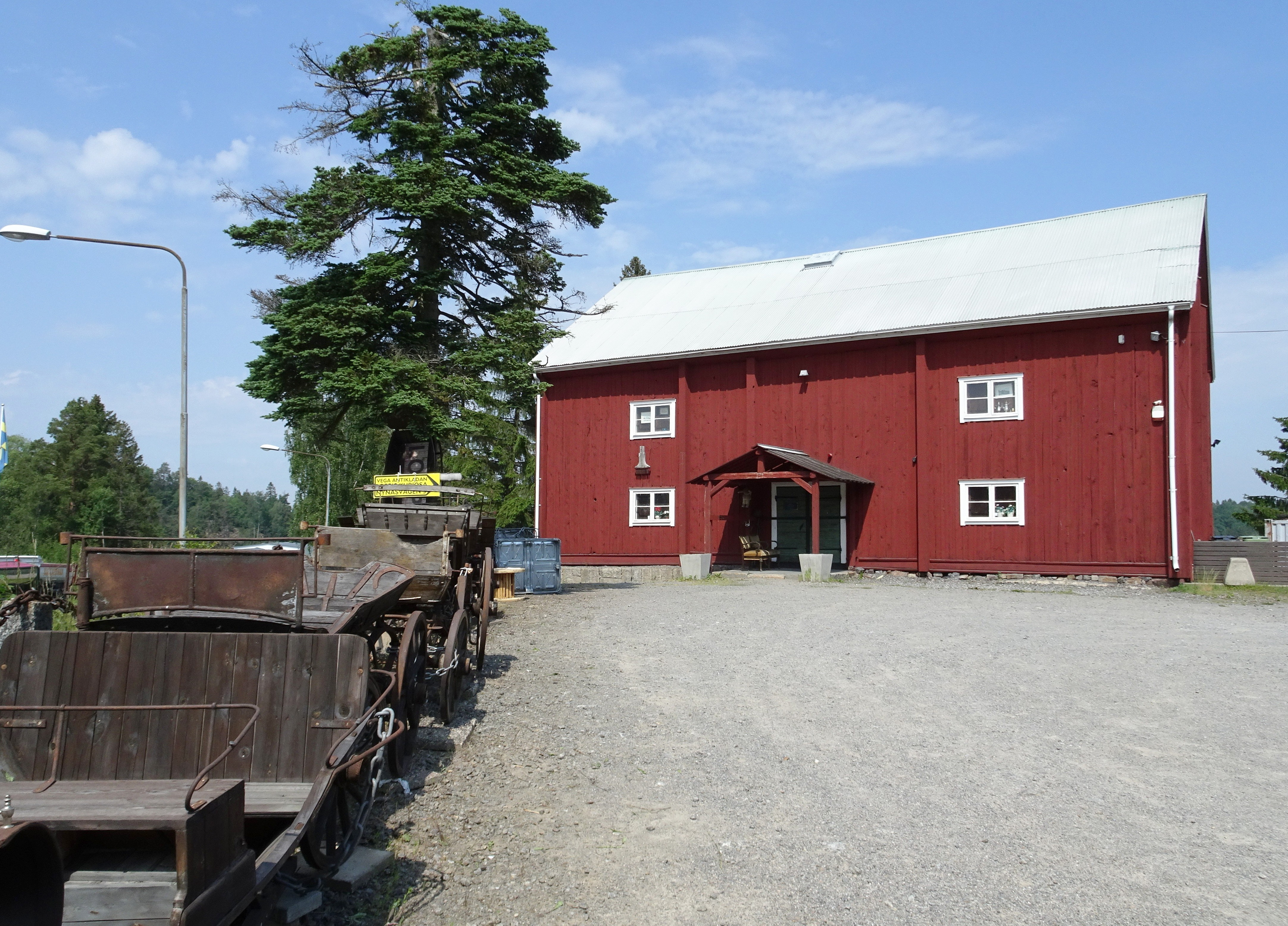
Söderby kvarn (Vegas antiklada).
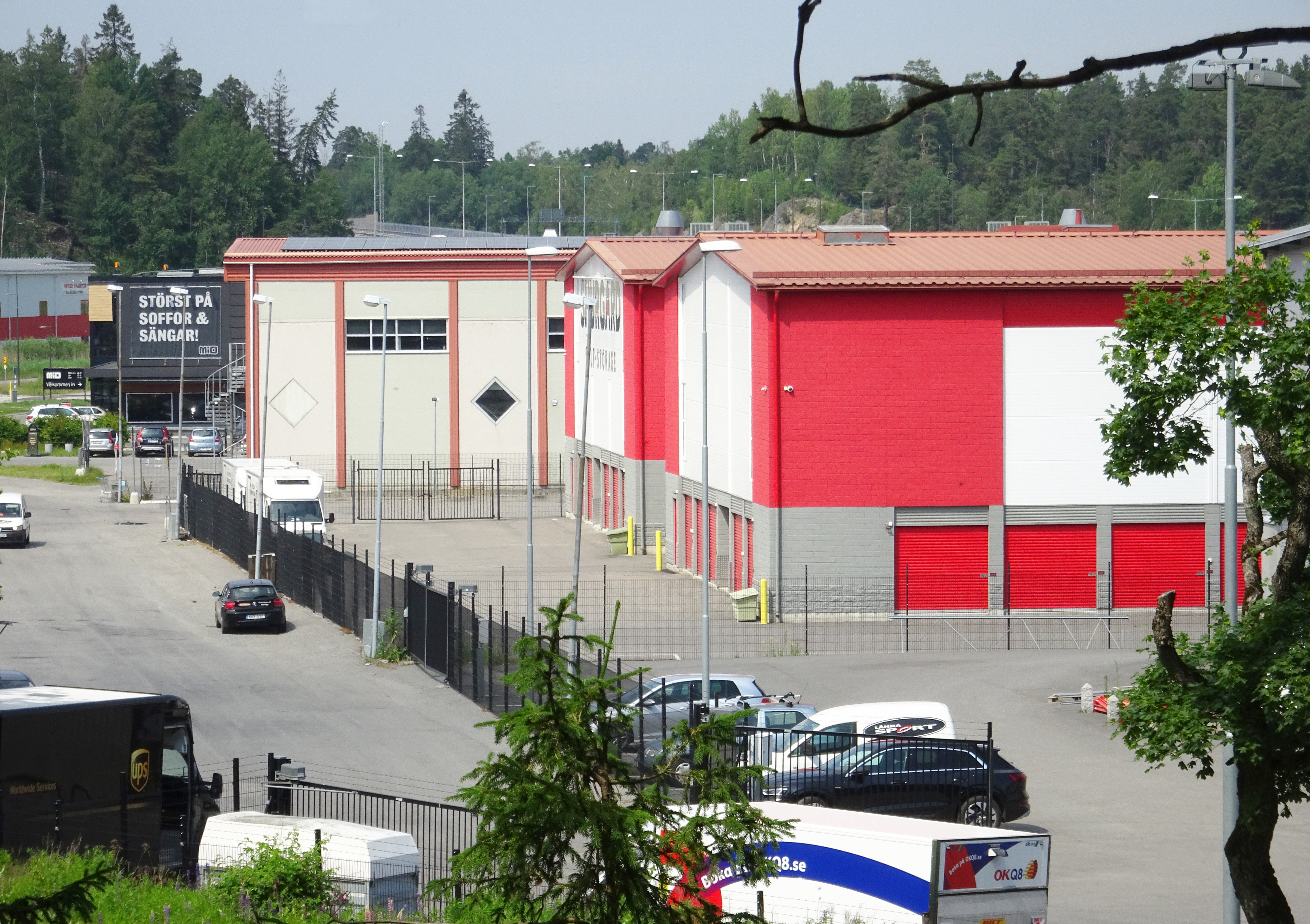
Kvarntorps industriområde.